# Villa Gamberaia
Die Villa Gamberaia wurde Anfang des 16. Jahrhunderts von dem Florentiner Kaufmann Zanobi Lapi im toskanischen Stil erbaut und liegt auf den Hügeln von Settignano mit Blick auf die Stadt Florenz (Italien) und das umliegende Arnotal.
Die Villa ist bekannt für die einzigartige Gestaltung ihrer Gärten, die ursprünglich von Zanobi Lapi und seinen Neffen in der ersten Hälfte des siebzehnten Jahrhunderts angelegt wurden und bis heute mit nur wenigen größeren Veränderungen erhalten sind. Laut Edith Wharton war die Villa Gamberaia "wahrscheinlich das perfekteste Beispiel für die Kunst, eine große Wirkung in kleinem Maßstab zu erzielen". Das Design hat Landschafts- und Gartenarchitekten auf der ganzen Welt inspiriert, darunter Charles Platt, A. E. Hanson und Ellen Shipman in den Vereinigten Staaten sowie Cecil Pinsent und Pietro Porcinai in Italien und Großbritannien. Im Jahr 2010 wurde die Villa Gamberaia als Modell für den "RCSF Tuscan Garden" ausgewählt, der in Snug Harbor, Staten Island, New York, nachgebaut wurde.

## Geschichte
Die erste Erwähnung des Anwesens stammt aus dem späten vierzehnten Jahrhundert und bezieht sich auf die Schenkung eines Bauernhofs und eines Hauses an Giovanni Benozzo im Jahr 1398 durch die Äbtissin von San Martino a Mensola in dem Ort, der Gamberaia genannt wird. Der Ortsname "Gamberaia" bezieht sich wahrscheinlich auf die Zucht von Süßwassergarnelen in den örtlichen Teichen. Im fünfzehnten und sechzehnten Jahrhundert gehörte der Familie Gamberelli ein Haus mit Land, das zum Teil bebaut, zum Teil mit Weinbergen bepflanzt war: Matteo, seine Söhne, darunter die bekannten Bildhauer und Architekten Antonio und Bernardo "Rossellino", und deren Nachkommen.

### Das Lapi-Zeitalter, 1610–1718
Im Jahr 1610 erwarb Zanobi Lapi, ein wohlhabender und kultivierter Florentiner Kaufmann mit Verbindungen zum Hof der Medici, das Anwesen. Er und seine Neffen waren für den Bau der Villa auf den Fundamenten einer früheren Casa da Signore und für die spätere Gestaltung der Gärten verantwortlich. Belege für den Besitz und das Mäzenatentum der Lapi finden sich in einer Inschrift auf dem Architrav einer Tür im östlichen Eingang der Villa ("Zenobius Lapius erexit ac fundavit A.D. MDCX") sowie in den heraldischen Löwen, die auf Vasen über dem Tor zum gabinetto rustico und in den Reliefs des Nymphäums (oder der "Neptun-Grotte") eingemeißelt sind. Dokumente aus der Zeit Zanobis erwähnen eine Limonaia, eine Rasenfläche und Ilex-Wälder, die auch heute noch wesentliche Bestandteile des Gartenplans sind, sowie die Leitungen, die das Wasser von den Quellen oberhalb des Nymphäums zu den verschiedenen Brunnen leiten, ein komplexes hydraulisches System, das noch heute funktioniert. Die Architekten, die die Villa errichteten und das gewaltige Bauprojekt durchführten, das die Hauptterrasse der Villa nach Süden verlängerte und so die lange Nord-Süd-Achse des Bowling Green und den Bereich des Parterres schuf, sind nicht bekannt. Neuere Studien verweisen jedoch auf die florentinische Architekturtradition von Bartolomeo Ammannati, Bernardo Buontalenti und Giovanni Battista Caccini sowie auf den Einfluss des Theaterarchitekten Giulio Parigi auf die Gärten und Grotten.

### Das Capponi-Zeitalter, 1718–1854
Im Jahr 1718, als das Vermögen der überlebenden Lapi abnahm, wurde der Besitz zwischen den Familien Capponi und Cerretani aufgeteilt. Die Villa mit ihren formalen Gärten ging in den Besitz von Piero und Vincenzo Capponi über, die sich um die Restaurierung kümmerten. Der Plan des Anwesens der Capponi (cabreo) aus dem Jahr 1725 dokumentiert ihre Verbesserungen und Verschönerungen, insbesondere die Hinzufügung von Büsten und Statuen (Allegorien der Jahreszeiten) im gabinetto rustico. Die Radierung der Villa von Giuseppe Zocchi, die in seinen Vedute delle Ville e d'altri luoghi della Toscana von 1744 enthalten ist, zeigt die schöne, nach Florenz ausgerichtete Fassade, die Terrassen, auf denen das Haus und die Gärten errichtet wurden, die kürzlich erfolgte Bepflanzung mit jungen Zypressen entlang der Zufahrtsstraße und am südlichen Rand der Gartenallee sowie die Brunnenanlagen. Zwei weitere Radierungen zeigen das Eingangstor an der Via del Rossellino und die Landstraßen, die die Villa im Nordosten umrunden. Zocchis Radierungen waren bei den Besuchern der Grand Tour besonders beliebt und zeigen das wachsende internationale Prestige der Gamberaia.

### Die zweite Hälfte des 19. Jahrhunderts
In der zweiten Hälfte des 19. Jahrhunderts, nach dem Verkauf der Villa im Jahr 1854 durch den letzten Capponi-Besitzer an Pietro Favreau aus Guadaloupe, wechselte das Anwesen mehrmals den Besitzer und schien in den 1890er-Jahren zunehmend vernachlässigt zu werden. Carlo Placci, Serge Wolkonski und Gabriele D’Annunzio, die die Gärten in den 1890er Jahren besuchten, stellten allesamt Anzeichen des Verfalls fest – doch sie spürten auch die geheimnisvolle, poetische Atmosphäre. Die rumänische Prinzessin Catherine Jeanne Ghyka, die Schwester von Königin Nathalie von Serbien, fühlte sich von der Stille und Ruhe des Ortes angezogen und kaufte die Villa 1896.

### Die Frauen von Gamberaia, 1896–1952
In den folgenden Jahren, 1898 bis 1900, unternahm Fürstin Ghyka den kühnsten Eingriff in den Garten seit seiner Entstehung – und die einzige große Neuerung bis heute: Sie ersetzte die alten Blumenbeete des Capponi-Parterres, das inzwischen zu einem reinen Nutzgarten verkommen war, durch elegante, spiegelgleiche Wasserbecken, die von bunt blühenden Pflanzen gesäumt wurden. Obwohl die Neugestaltung anfangs sowohl auf Kritik als auch auf Beifall stieß, wurde das Parterre d'eau bald zum Wahrzeichen der Gamberaia, das von Künstlern, Architekten und Gartenliebhabern aus der ganzen Welt gemalt, fotografiert und studiert wurde.
Die Gärten waren auch ein beliebter Treffpunkt für Freunde und Familien von Prinzessin Ghyka und ihrer amerikanischen Lebensgefährtin, der Künstlerin Florence Blood, sowie für angloamerikanische und europäische Auswanderer, die auf den Hügeln von Settignano und Fiesole lebten, darunter Benard und Mary Berenson in der Villa I Tatti, Janet Ross in Poggio Gherardo, Vernon Lee in Il Palmerino und Sybil Cutting und Geoffrey Scott in der Villa Medici. Zu den Nachbarn und Besuchern gehörten auch Leo und Nina Stein, Neith Boyce und ihr Mann Hutchins Hapgood, der Künstler Edward Bruce, der Bühnen- und Kostümbildner Léon Bakst, der Bildhauer Adolf von Hildebrand, die Cézanne-Sammler Egisto Fabbri und Charles Loeser sowie Arthur Acton. Wie Bernard Berenson sich später erinnerte, „blieb die Villa Gamberaia jahrelang einer der Leuchttürme, einer der Treffpunkte meines Lebens“.
Es dauerte jedoch nicht lange, bis der Erste Weltkrieg und die Russische Revolution den gemächlichen und relativ sorglosen Lebensstil der beiden Frauen in der Villa Gamberaia störten. Im Jahr 1925 starb Florence Blood nach einer langen Krankheit, die sie sich während ihres Lazarettdienstes in Frankreich während des Krieges zugezogen hatte – und Fürstin Ghyka, die während der Russischen Revolution den Großteil ihrer Ländereien und deren Einkünfte verloren hatte, verkaufte die Villa und zog sich in ein kleineres Haus in der Nähe zurück. Es heißt, dass sie nicht mit den Veränderungen einverstanden war, die die neue Besitzerin, die gebürtige Amerikanerin Maud Cass Ledyard, Witwe des deutschen Diplomaten Baron von Ketteler, im Parterre vornahm, wo die blühenden Einfassungen der Teiche durch beschnittene Buchsbäume und skulpturierte Eiben und Zypressen ersetzt wurden, wodurch eine formellere, immergrüne und architektonische Wirkung im Neorenaissance-Stil entstand.
Während des Zweiten Weltkriegs wurde die Villa von der faschistischen Regierung enteignet (zusammen mit anderen Liegenschaften in ganz Italien, die Juden und Bürgern "feindlicher Nationen" gehörten) und teilweise vom Istituto geografico militare di Firenze und teilweise, ab dem Frühjahr 1944, von einem deutschen Kommando besetzt. Im August wurde es durch ein von den sich zurückziehenden deutschen Truppen gelegtes Feuer verwüstet, das den größten Teil des Innenraums zerstörte. 1952 schenkte die in die USA zurückgekehrte Baronin von Ketteler das Anwesen, das sie ihrem Verwalter überlassen hatte, dem Vatikan.

### 1954 bis heute
Die jüngere Geschichte des Anwesens ist mit dem Namen Marcello Marchi verbunden, einem florentinischen Industriellen, der die Villa 1954 vom Vatikan erwarb und in enger Zusammenarbeit mit dem Architekten Raffaello Trinci das Haus umbaute, renovierte und die Gärten restaurierte. Im Jahr 1956 wurden die Gärten als von nationaler historischer und künstlerischer Bedeutung erklärt und für die Öffentlichkeit zugänglich gemacht. Ein Jahrzehnt später verewigte der ungarisch-amerikanische Architekt und Fotograf Balthazar Korab die Gärten in seinem berühmten fotografischen Essay Gamberaia.
Im Jahr 1994 ging das Anwesen an Franca Marchi (gest. 1998) und ihren Ehemann Luigi Zalum über, die die Villa und die Gärten weiter ausbauten und aufwerteten und einen Ort für private Veranstaltungen und kulturelle Initiativen schufen.

## Galerie

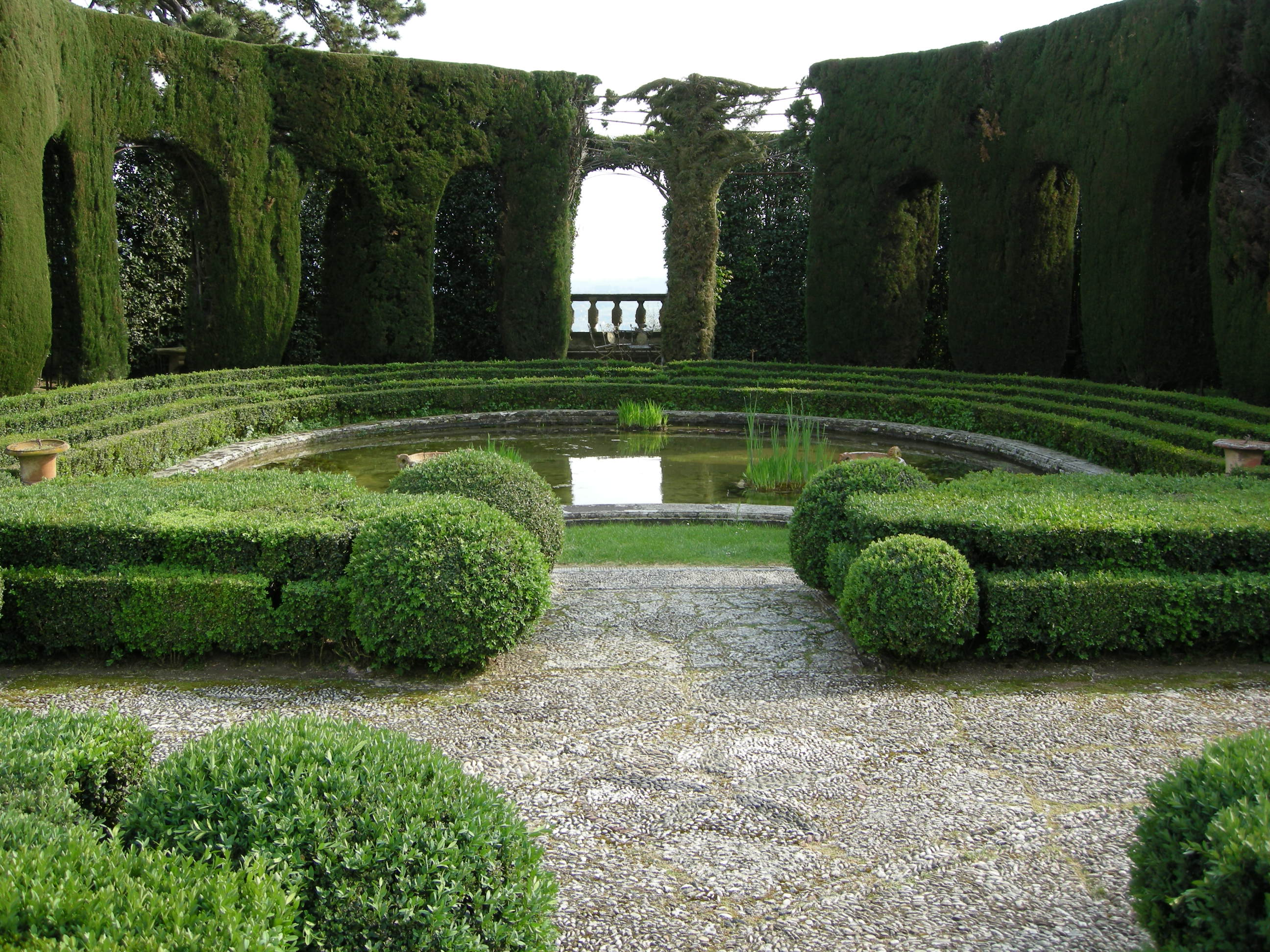
Hemycicle
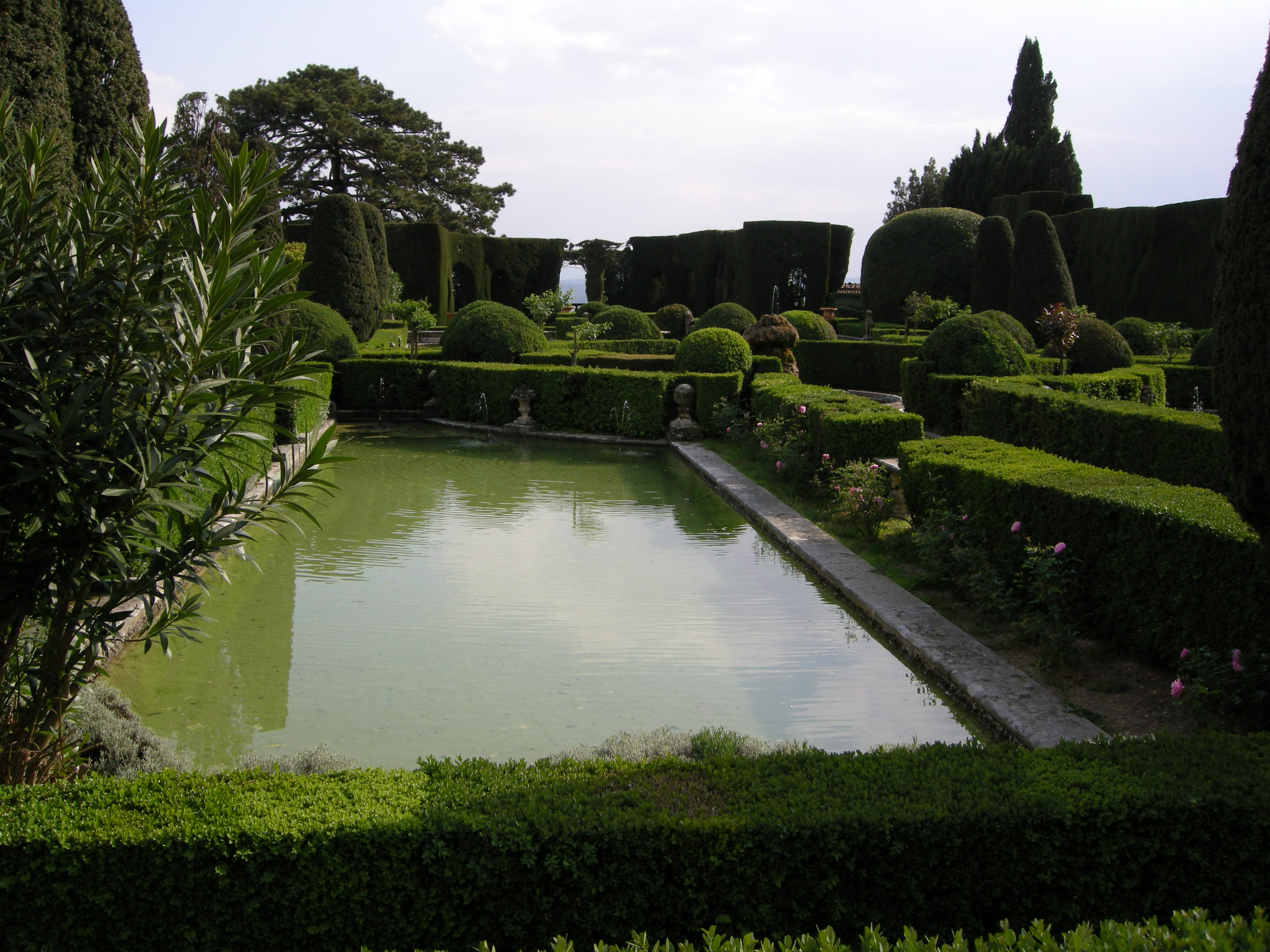
Wasserbeet
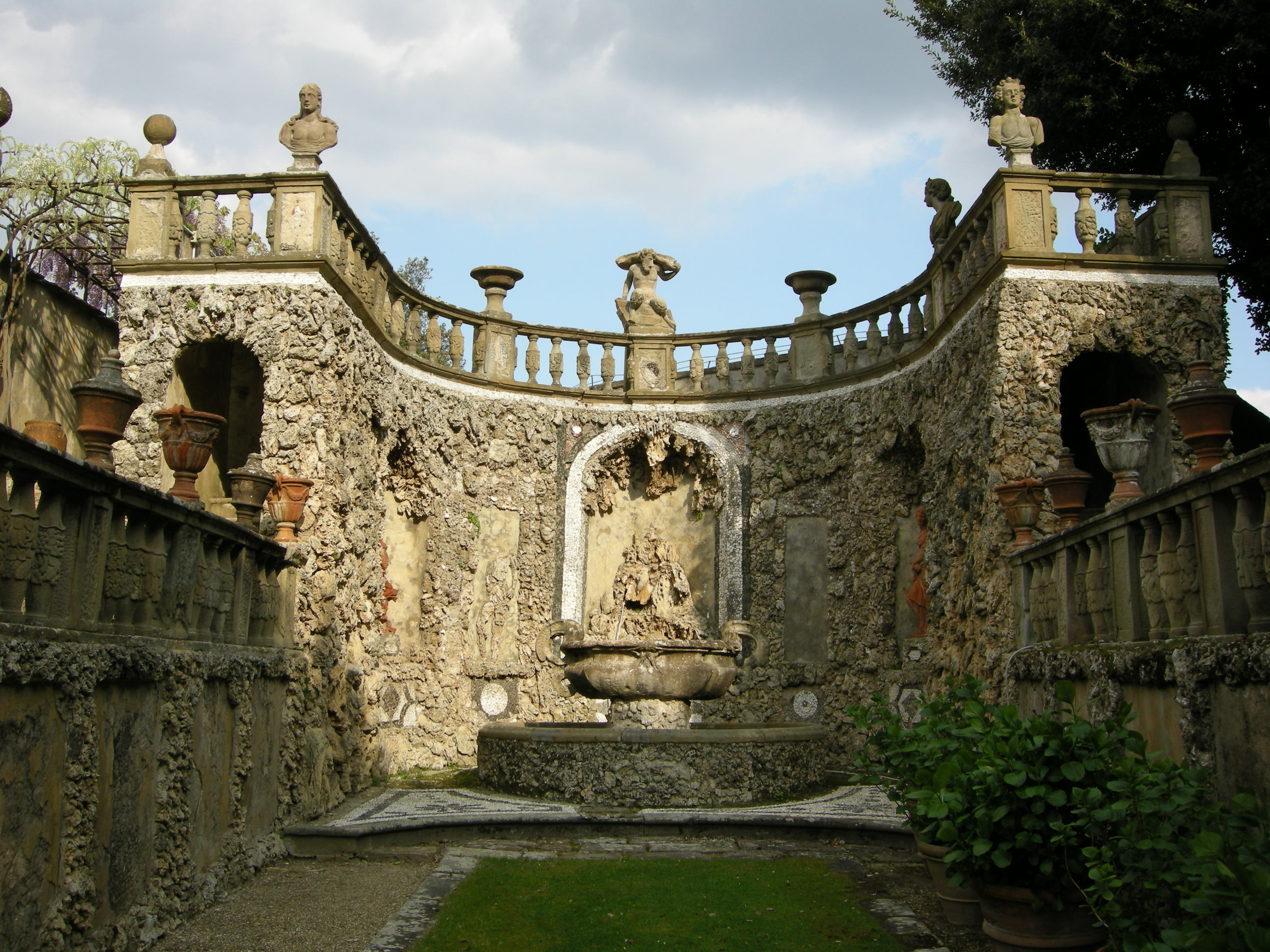
Der rustikale Schrank
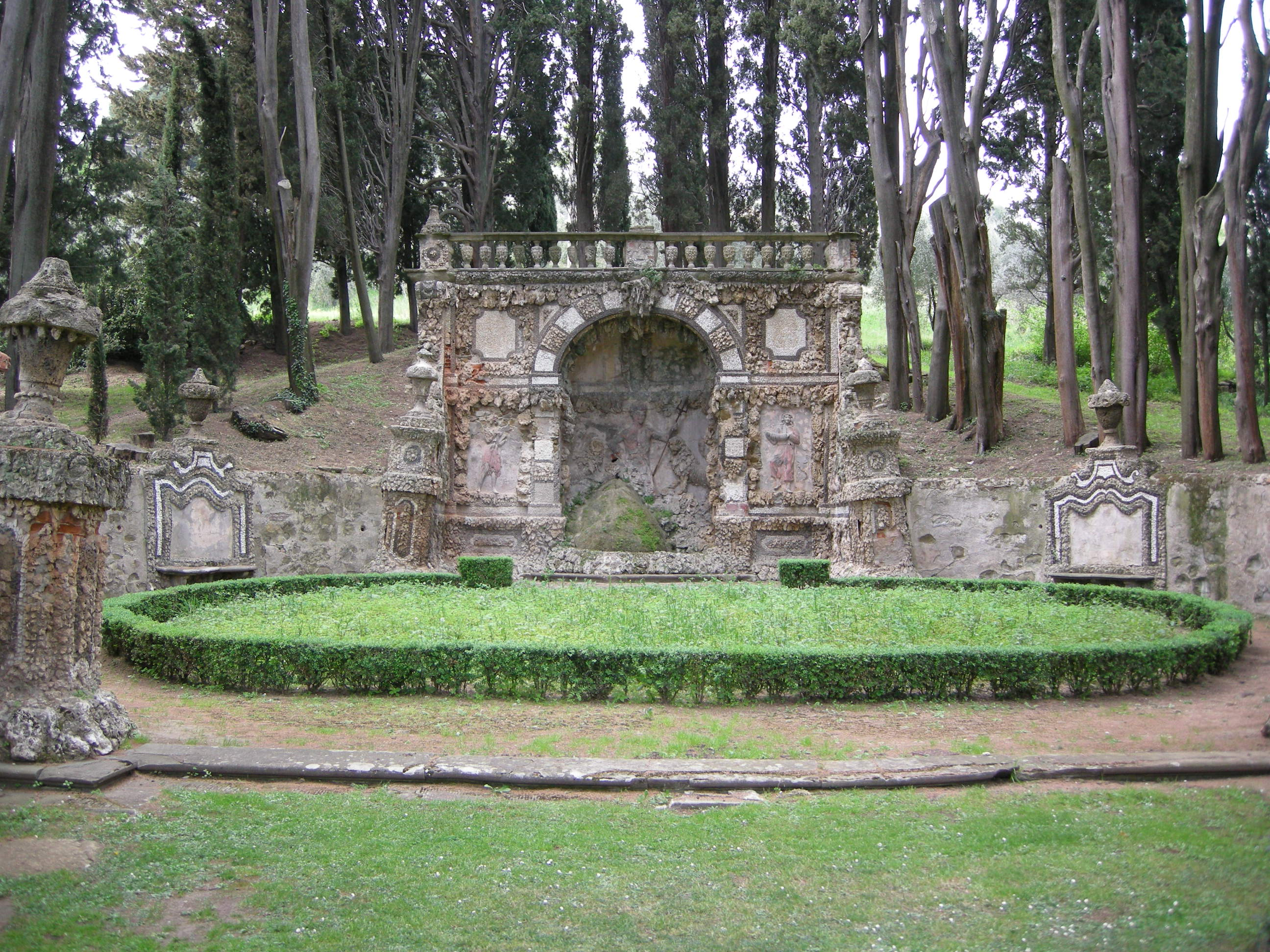
Nymphaeum

## Ausgewählte Bibliographien
Geschichte und Gestaltung der Villa und der Gärten
- Villa Gamberaia: Sources and Interpretations, special issue of Studies in the History of Gardens & Designed Landscapes, 22 (2002), guest ed., P. Osmond.Enthält Abhandlungen über Gamberaia von Mario Bevilacqua, Marcello Fagiolo, Maia Gahtan, Margherita Caputo, Patricia Osmond, Vincenzo Cazzato.
- Revisiting the Gamberaia: An Anthology of Essays, ed. with Preface, Introduction, and Notes by P. J. OsmondEnthält historische Abhandlungen über Gamberaia (1901-1973) von Janet Ross, Edith Wharton, E. March Phillipps (mit Fotos von Charles Latham), H. Inigo Triggs, Henry V. Hubbard, Geoffrey Jellicoe (mit Zeichnungen von J.C. Shepherd), Georgina Masson und Harold Acton, mit Einleitung, Vorworten zu jeder Abhandlung und Anmerkungen.
- Judith Kinnard, “The Villa Gamberaia in Settignano: The Street in the Garden”, Journal of Garden History 6 (1986): 1-18.
- Gian Luca Simonini. “Il giardino di Gamberaia e l’addizione di Catherine Jeanne Ghyka,” Storia urbana 85 (1998) 151-70.
- Luigi Zangheri, "Pietro Porcinai e La Gamberaia," in I giardini del XX secolo: l'opera di Pietro Porcinai, ed. Maria Chiara Pozzana (Florence: Alinea, 1998), 131-138.
- “Islamische Einflüsse in der Europäischen Gartenkunst am Beispiel der Villa Gamberaia,” in Historische Gärten heute, ed. M. Rohde and R. Schomann (Leipzig: 2003), 52-57.
- Patricia Osmond, "Villa Gamberaia, Settignano" – mit Bibliographie.
- A. Ramsay und H. Attlee, Italian Gardens, Robertson McCarta, London 1989.
- “Villa Gamberaia: interpretive text,” ed. P. Osmond, in Catena, The Digital Archive of Historic Gardens and Landscapes, The Bard Graduate Center (New York, c. 2005). Catena: Digital Archive of Historic Gardens + Landscapes (bard.edu)

Leitfäden
- Mariachiara Pozzana, Villa Gamberaia (Florence: Edizioni Casalta, 2015).

Fotografische Studien
- Balthazar Korab, Gamberaia. Photo essay, with text by Harold Acton. (Florence: Centro Di, 1971).

## Belege
1. ↑  Mario Bevilacqua:  “Towards a History of the Villa Gamberaia: Issues of Patronage,” Studies in the History of Gardens & Designed Landscapes [henceforth SHGDL] 22 (2002) 4-16; Marcello Fagiolo, “The Garden of The Gamberaia in the Seicento: The Mysteries of the Waters, the Elements and Earthquakes,” Ibid., 17-33; Margherita Caputo, “Permanence and Change,” Ibid., 56-67.
2. ↑  Edith Wharton, Italian Villas and Their Gardens (New York, 1904), nachgedruckt in Revisiting the Gamberaia: An Anthology of Essays, ed. Patricia J. Osmond (Florence, 2004; rev. 2014), 31-36 at 33.
3. ↑  Vincenzo Cazzato, “The Rediscovery of the Villa Gamberaia in Images and Projects of the Early 1900s,” SHGDL 22 (2002) 80-99. See also Margherita Azzi Visentini, “The Italian Garden in America 1890s-1920s,” in Irma B. Jaffe, ed. The Italian Presence in American Art, 1860-1920 (New York, 1989), dessen Buch darauf abzielte, den Amerikanern eine differenziertere Wertschätzung der italienischen Gartenkunst zu vermitteln. Zu Ellen Shipman, siehe Judith B. Tankard, Ellen Shipman and the American Garden (Athens, GA, rev. ed. 2018); on Cecil Pinsent, Ethne Clarke, An Infinity of Graces: Cecil Ross Pinsent, An English Architect in an Italian Landscape (New York, 2013); on Porcinai, Pietro Porcinai, architetto del giardino e del paesaggio (Milan, 1991).
4. ↑  Der Garten wurde von der italienischen Architektin Mariella Zoppi entworfen. RCSF Tuscan Garden, auf snug-harbor.org
5. ↑  Alessandro Carlino: Villa Gamberaia. Settignano, trans. P. Osmond (Florence, 2014). Dokumente aus dieser Zeit beschreiben sie als “Villa Signorile posta nel Popolo di S. Maria a Settignano Potesteria del Galluzzo, e Lega del Bagno luogo detto Gamberaia.”
6. ↑  Bevilacqua, cit. n. 1; Fagiolo, cit. n. 1.
7. ↑  Maia Gahtan, “Standing on a Garden Wall or Assembling in a ‘Rustic Cabinet’: Seasonal Statuary at the Villa Gamberaia,” SHGDL 22 (2002) 34-55.
8. ↑  Philippe Nucho-Troplent, Murat: Une famille de Marie-Galante et son habitation (Paris, 2013).
9. ↑  Osmond, “‘L’Anima della Villa Toscana’: Gabriele D’Annunzio at the Gamberaia, 1896 and 1898,” SHGDL 22 (2002) 68-79.
10. ↑  On Pr.ss Ghyka, Miss Florence Blood, and Baroness von Ketteler, see Osmond, Revisiting the Gamberaia, “Introduction” and “Biographical Notes.”
11. ↑  Edith Wharton kritisierte diese Neuerung, die ihrer Meinung nach nicht zum Rest des Gartens passte. (Wharton, in Italian Villas, reprinted in Revisiting the Gamberaia, 33). Evelyn March Phillipps hingegen lobt das Talent und die Vorstellungskraft von Prof. Ghyka und Miss Blood, die vielleicht auch eine Rolle bei der Gestaltung des neuen Beetes spielten. (Phillipps: “The Gamberaia,” The Gardens of Italy, with photographs by Charles Latham, 190), reprinted in Revisiting the Gamberaia, 37-48, at 39.
12. ↑  Bernard Berenson: Sunset and Twilight: From the Diaries of 1947-1958, ed. Nicky Mariano (London, 1964), 65-66.
13. ↑  Gamberaia. Fotografischer Essay, mit einem Text von Harold Acton. (Florence, 1971).